# Kelvinbridge
Kelvinbridge est le nom commun du Great Western Bridge, un pont en fonte routier et piétonnier situé à Glasgow, en Écosse. Il a été construit pour que la Great Western Road (A82) puisse franchir la rivière Kelvin. Achevé en 1891, il a remplacé un ancien pont de pierre (achevé en 1840), et a une conception similaire au pont Partick traversant la même rivière, situé à une courte distance au sud-Ouest. C'est un monument classé de catégorie A depuis 1986,,,.

## Noms
La rivière prête son nom à des endroits adjacents à plusieurs endroits le long de son cours (Kelvindale, Kelvingrove Park, Kelvinhaugh et Kelvinside par exemple) et il existe donc plusieurs « ponts Kelvin », dont un à plusieurs kilomètres à Torrance. À côté du pont se trouve la station de métro Kelvinbridge du métro de Glasgow, l'une des plus profondes en raison de la proximité de la rivière. C'était aussi l'emplacement de la gare de Kelvinbridge sur le chemin de fer central de Glasgow.